# 米田吉盛
米田 吉盛（よねだ よしもり、1898年11月10日 - 1987年5月17日）は、日本の教育者。神奈川大学創立者。昭和期の政治家。衆議院議員（4期）。

## 生涯

### 生い立ち
1898年（明治31年）11月10日に愛媛県喜多郡満穂村（現：内子町）論田で、村役場の書記を務める父良吉、母サヨシの元に生まれる。しかし、米田が1歳の際に離婚し、祖母であるクマの元で育てられた。尋常小学校を卒業後、京都の呉服屋に丁稚奉公に行く。しかしながら、この丁稚奉公は1年で切り上げ、米田15歳の夏、第一次世界大戦後の景気に沸く台湾・基隆の山本金物店（社長山本勘助）に勤め、数年のうちに責任を任された。この時、米田は資金を貯めて中学校に進学することを決意した。
20歳になった1918年（大正7年）に徴兵検査を受けるが、丙種合格（現役に適さない）となったため7月に上京し、四谷（現在の東京都新宿区）の新聞配達店で働きながら当時の攻玉社中学校に編入し、勉学を積んだ。

### 神奈川大学を開学

#### 中央大学の協力者
攻玉社を卒業後、中央大学専門部法学科に入学。この時に林頼三郎、樋貝詮三との関係を築いた他、辞達学会に入って弁論を磨いた。1927年、金融恐慌が起こり、銀行の統廃合が進む一方、特に農村は深刻な不況に見舞われた。こうした混乱した社会に「民族の危機」を感じていた米田は、自分と志を同じくする中正堅実な青年を一人でも多く育成するという使命感を持ち、横浜学院（横浜専門学校を経て、のちの神奈川大学）を開院した。横浜学院の設置学科は夜間部の法学科と商業経済科の2科であった。米田の学校創立事業には3人の協力者がいた。中央大学の恩師林頼三郎、樋貝詮三、太田哲三である。

#### 藍謝堂の話
米田吉盛が学舎の地を横浜に選定するきっかけは、米田吉盛の妻小玉道子の親戚で易断家小玉呑象（横浜三名士と称され、横浜の発展に寄与し、横浜高島町の町名の由来であり、高島易断でも知られる実業家、易断家高島嘉右衛門の高弟）から、明治初期に横浜には、高島嘉右衛門の私塾で語学中心の藍謝堂（通称：高島学校）という私学があり学問が盛んであったという話を聞いたことによる。

#### 民主主義制度を運用する精神
米田吉盛の云う「民族の危機」とは、明治～昭和初期にかけての日本国には民主主義制度が導入されたが日本国民には民主主義制度を運用する精神を伴っていないことによる「民族の危機」を指す。米田吉盛は1950年4月の新制神奈川大学発足完了後の新年度を迎えた際、「今、国内至る所、凡ゆる方面に亘り民主主義の制度が実施せられましたが、形式のみは民主主義制度であっても、之を運用する精神が伴って居らぬ為、随所に矛盾と無秩序を抱いております。即ち旧い制度がなくなって之に代わる新制度を採用したが新制度の妙味は未だ発揮し得ない為に御互は不自由と不安に泣いている現状があります。利己主義、背徳、怠惰、無責任、綱紀紊乱、ボスの跳梁、犯罪等・・・社会悪は増大し正義感は衰へ公明正大の風は失われ、文化国家には凡そ縁遠い世相になりました。此現象は自らの社会は自らの責任で維持経営すると云う自治に対する連帯の責任の完遂が不十分であるからでありませう。教育の目的が人格の完成を目指し、平和的国家及び社会の形成者としての真理と正義を愛し個人の価値をたっとび、勤労と責任を重んじ、自主的精神に充ちた心身ともに健康な国民の育成を期すものである以上教育により、よりよき人間を完成し一日も早く理想の社会建設を見ねばなりません。」と述べた。

#### 中正堅実の精神
米田吉盛は中正堅実の精神を重視しているが、それについてのエピソードが神大学長時にある。神奈川大学は1948年日本私立大学協会に加盟したが、この協会は早稲田大学や慶應義塾大学などの旧制大学が力を持ち、旧制大学と新制大学には軋轢があった。新加入した新制大学68校は1950年の役員選挙において神奈川大学学長の米田吉盛を会長に推し、さらに副会長も数の力で新制大学から選出しようとした。しかし米田は会長、副会長を新制大学が独占するべきでないとし、明治大学総長の鵜澤總明を会長に推し、自分は副会長でよいと主張しその通りとなった。1950年、私大協会会長鵜澤總明の要請で副会長の米田吉盛は、東京大学横田喜三郎、東京都立大学柴田雄次、九州大学伊藤徳之助の国公立大学3名と共にフランス・ニースでの国際大学協会創立総会に出席した。

#### 神奈川大学の建学精神の神髄解明-高山岩男「呼応の原理」
戦争協力の廉で公職追放され、静岡県浜名湖畔で隠遁していた京都学派哲学者高山岩男は、米田吉盛の熱心な要請により、1952年より神奈川大学法経学部教授として在籍することになる。
1960年代、世界的にベトナム戦争への嫌悪感から反米主義が起こり、日本の多くの大学では新左翼等の学生運動が起こる。米田吉盛の要請により高山岩男は1963年に『神奈川大学の建学精神の神髄解明』を纏め、そこで、質実剛健（保守）精神と積極進取（革命）精神の両精神がダイナミックに衝突することにより真の進歩が齎されると論じている。しかし、米田の中正堅実の願いとは裏腹に神奈川大学でも学生運動が起こり、1968年3月、米田吉盛学長「学生諸君が指摘した事は首肯に値するものがあり、学生諸君の純心な心情を察知するに十全でなかった事、最終責任者としての責任、これらの責任を痛感する」とする学長声明を発表して学長を辞任する。学長職の辞任は、学生の主張を重んじた米田吉盛の中正堅実精神の現れであった。
米田吉盛の提唱した「質実剛健」と「積極進取」神奈川大学建学精神の主張は、高山岩男の「呼応の原理」に沿うものであり哲学的裏付けを得た。米田吉盛の提唱していた建学精神と、高山岩男の呼応の原理は、一致したことになるが、偶然の一致か、影響を与え合ったのか定かでない。

#### イギリスの教育制度に学ぶ
神奈川大学（横濱専門学校）建学にあたっては、徹底した実学主義と、大量教育の排除（マスプロ教育を排除してゼミナールによる少人数教育を推進）を目指した。米田吉盛は日本私立大学協会の副会長であった際の1950年にヨーロッパを視察した。イギリスの教育制度に学び、ケンブリッジ大学やオックスフォード大学の例に鑑み、寮制度を充実をさせ、チューター (tutor) システム・カレッジを構想した。実際に横浜市緑区に「中山校地」を取得したが、学生運動の煽りによる米田の退陣を受け、頓挫した（詳しくは神奈川大学附属中・高等学校の項を参照）。

### 戦時下の国会議員活動
1942年任期満了による第21回衆議院議員総選挙に、所謂「翼賛選挙」の中で、地元愛媛の選挙区で非推薦で立候補し当選した。

### 戦後、天皇制を擁護し、第一回総選挙に落選
1946年に行われた戦後第一回総選挙（第22回総選挙）に米田は日本進歩党から立候補した。「私のすべての政策は如上の天皇制擁護と国民協同自治の理念から出発する」を政見の要点としたが、太平洋戦争の敗戦直後の時局であり、天皇の地位やGHQによる占領政策について様々な国民世論のある中で落選した。しかし、翌1947年4月、新憲法下で行われた第23回総選挙に民主党から立候補し、慎重に選挙を戦い、当選した。

### 衆議院文教委員会で活躍
衆議院では文教委員会に所属し活躍、米田の文教委員会での発言・質問は議事録に見ることができる。

### 第二十七回総選挙に神奈川選挙区から立候補当選
1949年の第24回総選挙には出馬せず、1952年の第25回総選挙に神奈川県第1区から改進党公認で立候補するも落選。翌年の第26回総選挙には出馬せず、第27回総選挙に立候補しトップ当選。
当時の米田の政見は、外交は隷属秘密外交を自主独立の国民外交に切り替え、アジアとの善隣外交で貿易を振興する。内政については先ず第一に国民生活を復興し、没落しつつある中産階級の維持こそ大切とした。中小企業を長期大巾金融で振興し、農村恐慌は安い肥料と土地改良資金の融資、農産品価格の適正化と消費者を圧迫せぬ二重価格制をとること。不幸な人の救済のための大量の住宅建設、戦争犠牲者戦争未亡人の救済、婦人の地位向上、教育の刷新、内容の日本化、教育の質の向上、育英資金の大幅増加、横浜復興の国費支弁要求などであった。

### 厚生政務次官
1957年の岸信介内閣改造で厚生政務次官に就任。日本医師会会長武見太郎と診療報酬問題でわたり合い、一歩も退かなかったため反感を買い「あの生意気な政務次官を叩き落せ」との指示が横浜医師会に出されたという。

### 根岸線招致運動
1955年、横浜でただ一人の自民党代議士であった米田の元に根岸線の桜木町駅 - 大船駅間の延伸計画の話が舞い込んだ際、米田の運動の甲斐もあって1957年7月5日に運輸大臣の建設許可が下りた。

### 吉盛忌（きっせいき）
米田吉盛は1987年5月17日、脳梗塞のため死去した（八十八歳）。命日である5月17日を神奈川大学の関係者は「吉盛忌（きっせいき）」と称しており、毎年米田吉盛の眠る横浜市日野公園墓地に集まり、米田の遺徳を偲び、墓前会と偲ぶ会を執り行っている。

### きずな公園
2007年、米田吉盛の出生地である愛媛県喜多郡内子町東自治センターに、「創立者米田吉盛胸像」が立ち、記念公園「きずな公園」が整備された。名称は地元の小学生のアイデアによる。

## 年譜
- 1898年（明治31年） - 愛媛県喜多郡満穂村（現：内子町）論田で生まれる
- 1911年（明治44年） - 満穂南尋常小学校を卒業
- 1913年（大正2年） - 基隆（台湾）の金物店に勤める
- 1919年（大正8年） - 攻玉社中学校に編入
- 1921年（大正10年） - 攻玉社中学校卒業
- 1923年（大正12年） - 中央大学専門部法学科入学
- 1926年（大正15年） - 中央大学専門部法学科卒業
- 1927年（昭和2年） - 武蔵学園開設
- 1928年（昭和3年） - 横浜学院創立
- 1929年（昭和4年） - 財団法人横浜専門学校理事・学監
- 1942年（昭和17年） - 第21回衆議院議員総選挙で当選（無所属、非推薦）
- 1947年（昭和22年） - 第22回衆議院議員総選挙で当選（民主党）、横浜専門学校校長
- 1948年（昭和23年） - 日本私立専門学校協会理事長
- 1949年（昭和24年） - 学制改革に伴い神奈川大学学長、文部省大学設置審議会委員
- 1950年（昭和26年） - 国際大学協会創立総会に日本代表として出席
- 1951年（昭和26年） - 学校法人神奈川大学理事長
- 1955年（昭和30年） - 第27回衆議院議員総選挙で当選（日本民主党）
- 1957年（昭和32年） - 厚生政務次官
- 1960年（昭和35年） - 第29回衆議院議員総選挙で当選（自由民主党）
- 1963年（昭和38年） - 政界を引退
- 1964年（昭和39年） - 横浜文化賞
- 1968年（昭和43年）
  - 3月 - 同年1月より始まった神奈川大学の学園紛争の影響、体調不良を理由として学長を退任[1][8]
  - 9月 - 同じくして神奈川大学の理事長を退任[1][8]
- 1969年（昭和44年） - 勲二等旭日重光章
- 1978年（昭和53年） - 神奈川大学の創立50周年を機に、神奈川大学名誉理事長の称号を贈られる[1]
- 1979年（昭和54年） - 米田の郷里である愛媛県喜多郡内子町から名誉町民の称号を贈られる[1]
- 1987年（昭和62年）5月17日 - 永眠[1]。正四位[15]